# Československá basketbalová liga 1950-1951
La Československá basketbalová liga 1950-1951 è stata la 22ª edizione del massimo campionato cecoslovacco di pallacanestro maschile. La vittoria finale è stata ad appannaggio del Sokol Brno I.

## Risultati

### Stagione regolare
|     | Squadra                   | G  | V  | N  | P | PF   | PS   | Pt. | Qualificazione |
| --- | ------------------------- | -- | -- | -- | - | ---- | ---- | --- | -------------- |
| 1.  | Sokol Brno I              | 24 | 21 | 3  | 0 | 1392 | 911  | 42  |                |
| 2.  | Sokol Bratrství Sparta    | 24 | 20 | 4  | 0 | 1241 | 840  | 40  |                |
| 3.  | Sokol Žižkov              | 24 | 19 | 4  | 1 | 1170 | 865  | 39  |                |
| 4.  | Sokol Bratislava          | 24 | 19 | 5  | 0 | 1182 | 965  | 38  |                |
| 5.  | VŠ Bratislava             | 24 | 16 | 7  | 1 | 1152 | 995  | 33  |                |
| 6.  | ATK Praga                 | 24 | 16 | 8  | 0 | 1175 | 965  | 32  |                |
| 7.  | Zbrojovka Židenice Brno   | 24 | 11 | 12 | 1 | 843  | 936  | 23  |                |
| 8.  | Sokol Kolín               | 24 | 9  | 15 | 0 | 976  | 1127 | 14  |                |
| 9.  | Dynamo Košice             | 24 | 6  | 16 | 2 | 829  | 1106 | 14  |                |
| 10. | Železničáři Praga         | 24 | 5  | 18 | 1 | 890  | 1141 | 11  |                |
| 11. | Dynamo Slavia Praga       | 24 | 5  | 19 | 0 | 885  | 1098 | 10  | retrocesse     |
| 12. | Staropramen Praga         | 24 | 4  | 20 | 0 | 853  | 1232 | 8   | retrocesse     |
| 13. | Kovo Petržalka Bratislava | 24 | 2  | 22 | 0 | 878  | 1387 | 4   | retrocesse     |

| Československá basketbalová liga 1950-1951 |
| ------------------------------------------ |
| Sokol Brno I 6º titolo                     |

## Formazione vincitrice
| N° | Naz.                      | Ruolo | Sportivo          |  | Alt. |  |
| -- | ------------------------- | ----- | ----------------- |  | ---- |  |
|    | Cecoslovacchia (bandiera) |       | Ivan Mrázek       |  | 171  |  |
|    | Cecoslovacchia (bandiera) |       | Jan Kozák         |  |      |  |
|    | Cecoslovacchia (bandiera) |       | Luboš Kolář       |  |      |  |
|    | Cecoslovacchia (bandiera) |       | Zdeněk Bobrovský  |  | 186  |  |
|    | Cecoslovacchia (bandiera) |       | Radoslav Sís      |  |      |  |
|    | Cecoslovacchia (bandiera) |       | Miloš Nebuchla    |  |      |  |
|    | Cecoslovacchia (bandiera) |       | Stanislav Vykydal |  | 171  |  |
|    | Cecoslovacchia (bandiera) |       | Miroslav Dostál   |  |      |  |
|    | Cecoslovacchia (bandiera) |       | Helan             |  |      |  |
|    | Cecoslovacchia (bandiera) |       | Grulich           |  |      |  |
|    | Cecoslovacchia (bandiera) | All.  | L. Polcar         |  |      |  |

## Fonti
- Ing. Pavel Šimák: Historie československého basketbalu v číslech (1932-1985), Basketbalový svaz ÚV ČSTV, květen 1985, 174 stran
- Ing. Pavel Šimák: Historie československého basketbalu v číslech, II. část (1985-1992), Česká a slovenská basketbalová federace, březen 1993, 130 stran
- Juraj Gacík: Kronika československého a slovenského basketbalu (1919-1993), (1993-2000), vydáno 2000, 1. vyd, slovensky, BADEM, Žilina, 943 stran
- Jakub Bažant, Jiří Závozda: Nebáli se své odvahy, Československý basketbal v příbězích a faktech, 1. díl (1897-1993), 2014, Olympia, 464 stran